# Phare de Crna Punta
Le phare de Crna Punta (en croate : Svjetionik Rt Crna punta) est un feu actif situé sur une petite péninsule près de Koromačno (municipalité de Raša) dans le Comitat d'Istrie en Croatie. Le phare est exploité par la société d'État Plovput .

## Histoire
Le premier phare, mis en service en 1833, se trouve sur un promontoire à 12 km au sud de Labin. Le bâtiment de deux étages en pierre semble en bon état et l'ancienne lanterne blanche se trouve en coin du deuxième étage. La nouvelle tour se trouve juste devant l'ancien et sa balise est alimentée à l'énergie solaire.
Il possède un Système d'identification automatique pour la navigation maritime.

## Description
Le nouveau phare  est une tourelle circulaire métallique de 9 m de haut, avec galerie et lanterne. La tour est totalement blanche. Il émet, à une hauteur focale de 15 m, deux brefs éclats blancs toutes les 10 secondes. Sa portée est de 10 milles nautiques (environ 19 km) .
Identifiant : ARLHS : CRO-094 - Amirauté : E2750 - NGA : 12060 .

## Caractéristiques dufeu maritime
Fréquence :
- Lumière (W-W) : 10 (0.5+2/0.5+7) secondes

|                  |
| Comitat d'Istrie |

### Lien connexe
- Liste des phares de Croatie